# Hans Zoschke

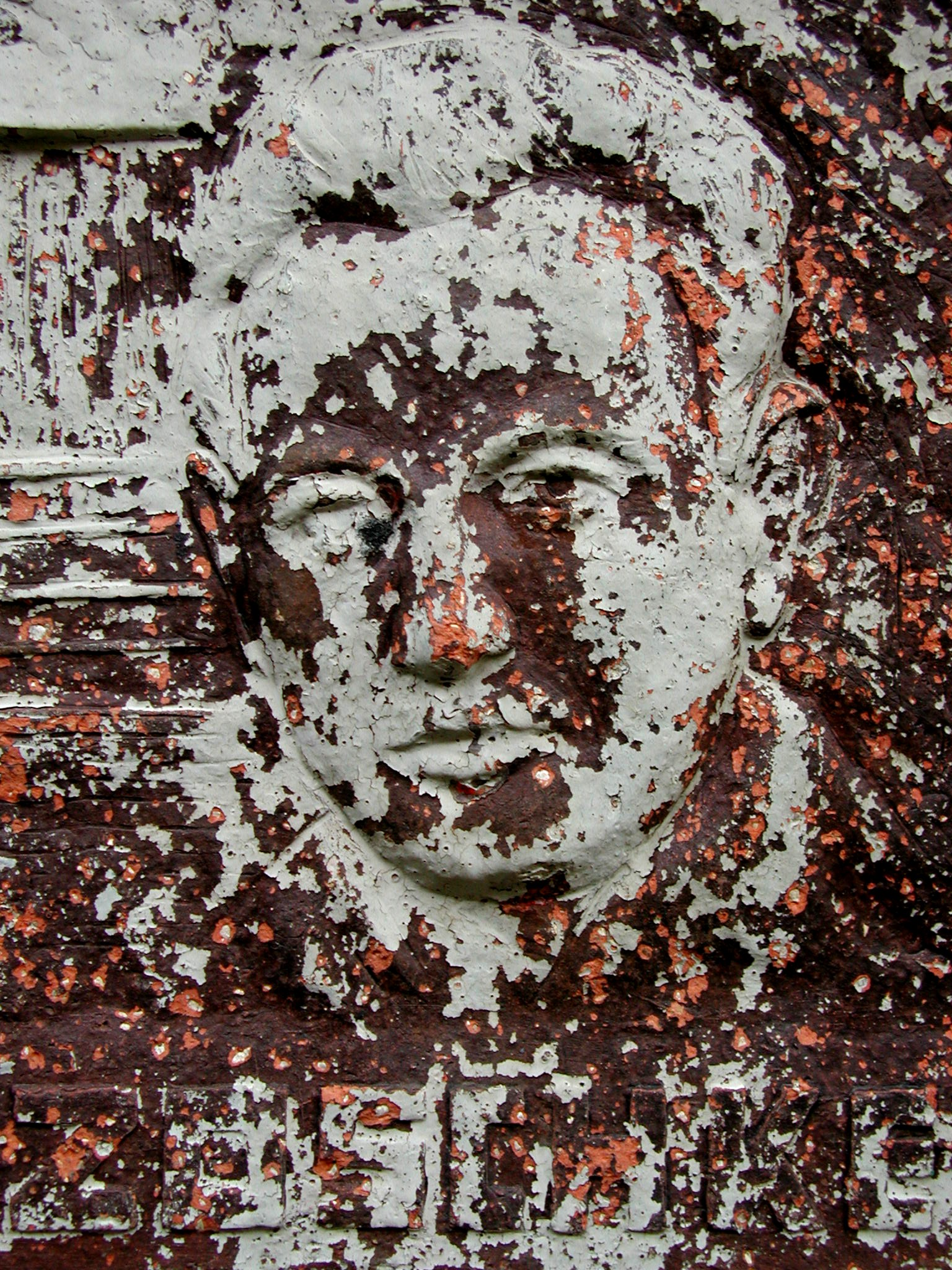
Gedenkstein an der ehemaligen Hans-Zoschke-Schule

Johannes „Hans“ Zoschke (* 28. Januar 1910 in Landsberg an der Warthe; † 24. Oktober 1944 in Brandenburg-Görden) war ein deutscher Widerstandskämpfer gegen den Nationalsozialismus.

## Leben

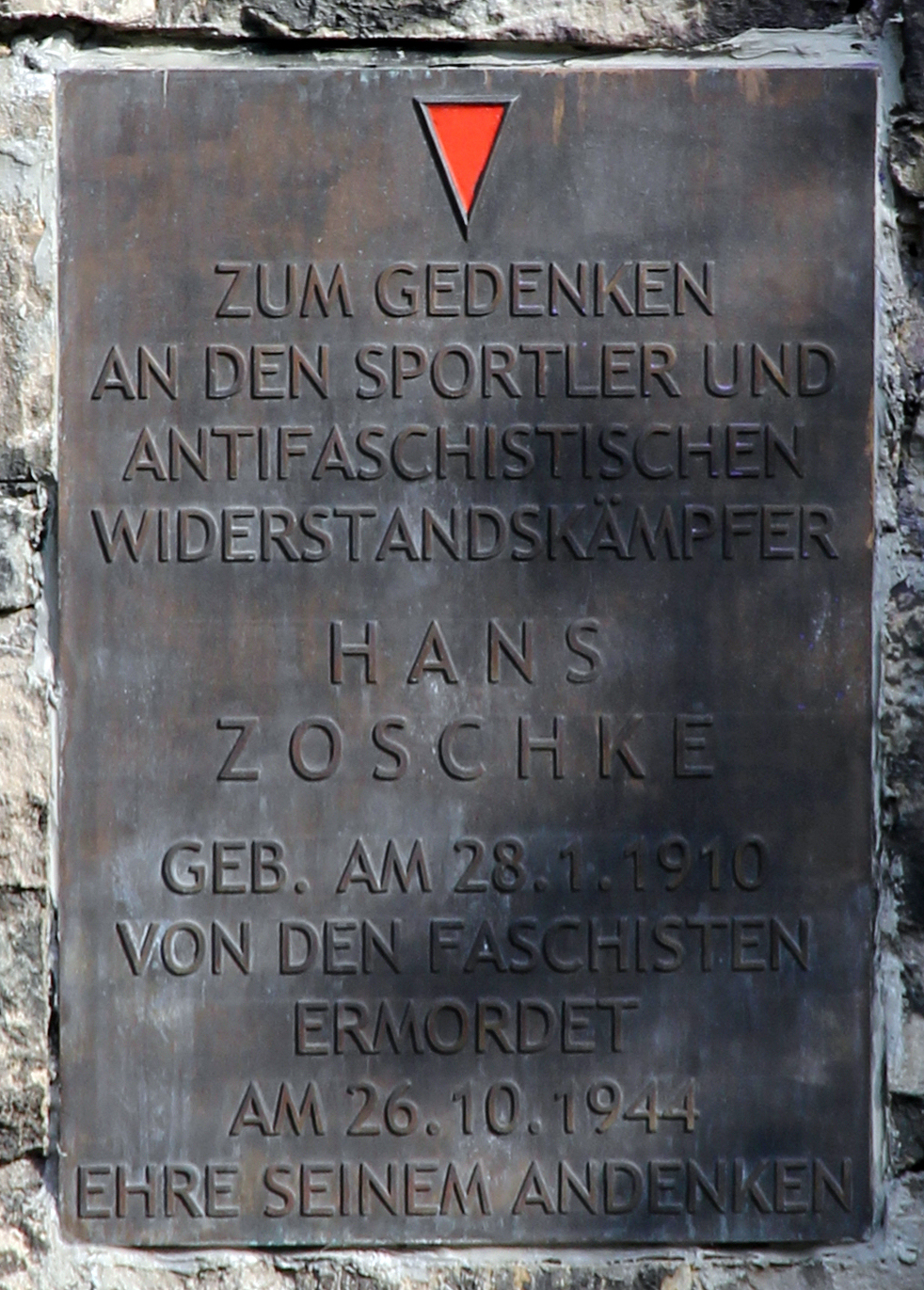
Gedenktafel am Stadioneingang Normannenstraße 28

Hans Zoschke wuchs in Lichtenberg bei seinen Großeltern auf und spielte beim hiesigen Sportclub Empor Fußball, wo er Werner Seelenbinder, Fritz Riedel sowie andere Arbeitersportler kennenlernte. Nach dem Schulbesuch schlug er sich als ungelernter Arbeiter durch, da für eine Ausbildung kein Geld vorhanden war. Seit seinem 17. Lebensjahr verdiente Zoschke sein Einkommen als Seemann (Trimmer, Heizer, Matrose). Von 1931 bis 1936 war er arbeitslos.
Nach 1933 beteiligte sich Zoschke aktiv am Kampf gegen den Nationalsozialismus und schloss sich, ohne Mitglied in einer kommunistischen Vereinigung zu sein, einer von Beppo Römer geführten Widerstandsgruppe an, die sich später mit der Organisation um Robert Uhrig vereinte. Er nahm an marxistischen Schulungen teil, verbreitete illegale antifaschistische Literatur, klebte Antikriegsplakate im Lichtenberger Kiez und verbarg 1941 Alfred Kowalke in seiner Wohnung.
Im Februar 1942 wurde Zoschke verhaftet, am 5. September 1944 vom Volksgerichtshof unter Roland Freisler mit fünf Mitangeklagten zum Tode verurteilt (darunter Erich Lodemann, Otto Schmirgal, Werner Seelenbinder und Walter Siemund) und am 24. Oktober im Zuchthaus Brandenburg-Görden hingerichtet.

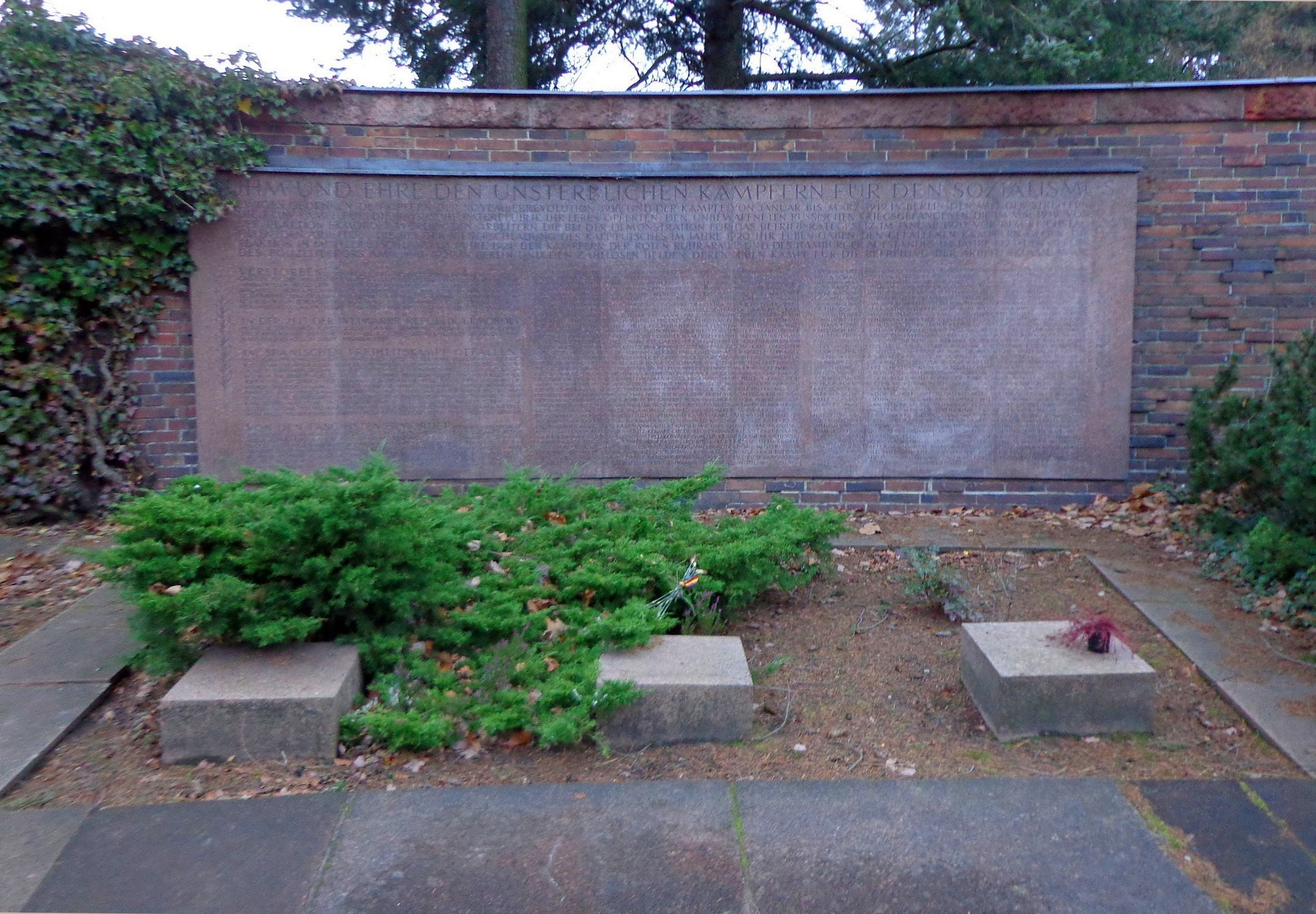
Gedenkstätte der Sozialisten, Porphyr-Gedenktafel an der Ringmauer mit Urnensammelgrab

Nach der Hinrichtung wurde sein Leichnam im Krematorium Brandenburg verbrannt. Im Jahr 1946 wurden zahlreiche Urnen mit der Asche von in der Zeit des Nationalsozialismus hingerichteten Widerstandskämpfern aus den damaligen Berliner Bezirken Lichtenberg, Kreuzberg und Prenzlauer Berg auf den Zentralfriedhof Friedrichsfelde überführt, von denen besonders viele im Zuchthaus Brandenburg-Görden enthauptet worden waren. Ihre sterblichen Überreste fanden schließlich in der 1951 eingeweihten Gedenkstätte der Sozialisten (Urnensammelgrab bei der großen Porphyr-Gedenktafel auf der rechten Seite der Ringmauer) ihren endgültigen Platz. Neben Hans Zoschke erhielten auf diese Weise auch viele andere Widerstandskämpfer eine würdige Grabstätte und einen Gedenkort.
Hans Zoschke war verheiratet mit Elfriede „Friedel“ Zoschke und hatte eine Tochter. Während seiner Haftzeit verfasste er u. a. auch Gedichte, die er aus dem Gefängnis herausschmuggeln konnte.

## Ehrungen
- Zu Ehren Zoschkes wurde das Stadion an der Normannenstraße in Berlin-Lichtenberg 1952 in Hans-Zoschke-Stadion umbenannt. Seit 2009 trägt es den Namen HOWOGE-Arena „Hans Zoschke“.
- Am Stadion wurde gleichzeitig eine Gedenktafel installiert, die an Hans Zoschke erinnert. Die Tafel wurde in den 1970er Jahren erneuert und zusätzlich mittig über der Inschrift mit einem roten Winkel versehen, mit dem in den Konzentrationslagern die politisch Verfolgten gekennzeichnet worden waren.[4] Im Jahr 2005 wurde die Tafel von Unbekannten entwendet, so dass sie erneuert werden musste. Am 18. Januar 2007 wurde eine neue Gedenktafel enthüllt. Die metallene Tafel ist ca. 40 cm × 60 cm groß, die Versalien des Vor- und Familiennamens wurden größer gesetzt, sie trägt nun die Inschrift: „Zum Gedenken an den Sportler und antifaschistischen Widerstandskämpfer Hans Zoschke, geb. am 28.1.1910, von den Faschisten ermordet am 26.10.1944, Ehre seinem Andenken“ (siehe Foto).
- In der Lichtenberger Rathausstraße 8 trug seit Ende der 1970er Jahre die dort befindliche Polytechnische Oberschule den Namen Hans Zoschkes (seit 1999 Schule am Rathaus). Hier stand ein Anfang der 1970er Jahre vom Bildhauer Karl Lau geschaffener Gedenkstein, der neben der Inschrift Hans Zoschke 1910–1944 ein Reliefporträt des Geehrten enthielt (siehe oberes Bild). – Der Gedenkstein war in einem schlechten Zustand und wurde während der Totalsanierung des Gebäudekomplexes 2010/2011 entfernt.[5]
- In Berlin-Karlshorst wurde am 14. Januar 1976 die frühere Ohm-Krüger-Straße in Johannes-Zoschke-Straße umbenannt.
- Eine weitere Ehrung für Hans Zoschke und seiner Ehefrau Elfriede Zoschke ist vorbereitet: Auf Initiative des Vereins Aktive Fans Lichtenberg 47 wurden zwei Stolpersteine angefertigt, die am letzten Wohnort des Paares, Revaler Straße 23 (heute zu Friedrichshain gehörend) nach Beendigung der dortigen Bauarbeiten im Jahr 2025 verlegt werden. Die beiden Stolpersteine werden bis dahin im Rathaus Lichtenberg ausgestellt.[6]